# Caculo Cahango
Caculo Cahango (auch Kakulo Kahango, Kaculo Kahango und Kakulo-kanhango) ist ein Ort und eine Gemeinde in Angola.

## Verwaltung
Caculo Cahango ist Sitz einer gleichnamigen Gemeinde (Comuna) im Kreis (Município) von Catete in der Provinz Icolo e Bengo. Die Gemeinde hat 6.988 Einwohner (Schätzung 2014). Die Volkszählung 2014 soll fortan gesicherte Bevölkerungsdaten liefern.

## Wirtschaft
Die Gemeinde ist landwirtschaftlich geprägt. Die Kleinbauern und landwirtschaftlichen Genossenschaften der Gemeinde betreiben neben Ackerbau auch Jagd, Flussfischerei, und die Herstellung von Holzkohle.
2014 gab die Kreisverwaltung die Errichtung einer Markthalle mit 48 Verkaufsständen bekannt, zudem werden 50 Wohnhäuser für öffentliche Angestellte gebaut. Damit soll die Fluktuation der Angestellten eingedämmt und somit die öffentliche Verwaltung verbessert werden.